# Josy Arens
Pour les articles homonymes, voir Arens.
 (novembre 2019).
Si vous disposez d'ouvrages ou d'articles de référence ou si vous connaissez des sites web de qualité traitant du thème abordé ici, merci de compléter l'article en donnant les références utiles à sa vérifiabilité et en les liant à la section « Notes et références ».
Joseph A. Arens (plus connu sous le nom Josy Arens), né le 30 mai 1952 à Arlon et mort le 10 décembre 2024, est un homme politique belge wallon, membre des Engagés, il était à l'origine agriculteur.
Il était licencié en politique économique et sociale.

## Fonctions politiques
- Ancien conseiller provincial de la province de Luxembourg ;
- Ancien échevin d'Attert ;
- Bourgmestre d'Attert (1995-2024);
- Député fédéral :
  - du 3 octobre 1995 au 13 juin 1999 ;
  - du 23 août 2001 au 12 mai 2010 ;
  - du 6 juillet 2010 au 25 mai 2014 en remplacement d'Isabelle Poncelet.
  - du 20 juin 2019 au 27 mai 2024
- Député wallon :
  - du 25 mai 2014 au 25 mai 2019.

## Décorations
- Chevalier de l'ordre de Léopold
- Chevalier de l'ordre de Mérite du grand-duché de Luxembourg